# رانجهی
رانجهی (به انگلیسی: Ranjhe) یک روستا در پاکستان است که در پنجاب واقع شده‌است. رانجهی ۴۱۰ متر بالاتر از سطح دریا واقع شده‌است.